# Boštjan Cesar
Boštjan Cesar (nascut el 9 de juliol de 1982 a Ljubljana) és un futbolista internacional eslovè, que juga per al club italià Chievo.

## Trajectòria
Va firmar un acord per a tres anys amb l'Olympique de Marsella el 2005. L'any 2007 va anar cedit al West Bromwich Albion, amb una opció de compra. Va fer el seu debut amb l'Albion en la victòria 1-0 sobre el Bournemouth el 14 d'agost de 2007 en un partit de la Copa de la Lliga. El seu debut va arribar més de dos mesos després, quan l'Albion va vèncer 2-1 el Blackpool el 23 d'octubre de 2007. Va anotar el seu únic gol amb l'Albion el 2 de febrer de 2008 en una victòria per 2-1 davant el Burnley. Cesar va fer 24 aparicions amb el West Brom en totes les competicions, però va tornar a Marsella al final de la temporada després que el cap dels Baggies Tony Mowbray va decidir renunciar a l'opció de compra. Va firmar un contracte de dos anys amb el Grenoble Foot 38 el gener de 2009 i va marcar el seu primer gol per al club en la seva segona aparició, un empat 1-1 contra el Girondins de Bordeus. El maig de 2010, el Chievo anunciava que el jugador eslovè es convertia en membre de l'equip italià a partir de l'1 de juliol.

## Gols com a internacional
| #  | Data            | Estadi                                 | Oponent | Marcador | Resultat | Competició                                           |
| -- | --------------- | -------------------------------------- | ------- | -------- | -------- | ---------------------------------------------------- |
| 1. | 9 Octubre 2004  | Celje, Eslovènia                       | Itàlia  | 1–0      | Victòria | Fase classificatòria per a la Copa del Món FIFA 2006 |
| 2. | 11 Octubre 2006 | Minsk, Belarús                         | Belarús | 2–4      | Derrota  | Fase classificatòria per a l'Eurocopa 2008           |
| 3. | 3 Març 2010     | Estadi Ljudski vrt, Maribor, Eslovènia | Qatar   | 2–0      | Victòria | Amistós                                              |

## Palmarès

### Dinamo Zagreb
- Prva HNL: 2002–03
- Copa de Croàcia: 2001-2002, 2003–04
- Supercopa de Croàcia: 2002, 2003

### Olympique de Marseille
- Coupe de France:
- UEFA Intertoto Cup: 2006

### West Bromwich Albion
- Football League Championship: 2007–08